# Karol Malecha
Karol Malecha (ur. 26 maja 1980 w Ostrowie Wielkopolskim) – polski żużlowiec.
Licencję żużlową zdobył w 1996 roku. Sport żużlowy uprawiał do 2003 r., reprezentując kluby Iskra Ostrów Wielkopolski (1996–2000), Włókniarz Częstochowa (2001–2002) oraz KM Ostrów Wielkopolski (2003).
Największy sukces w karierze osiągnął w 1999 r. w Gnieźnie, gdzie zdobył tytuł wicemistrza Europy juniorów.
W 1997 r. zajął IV m. w finale młodzieżowych drużynowych mistrzostw Polski, rozegranych w Grudziądzu. Dwukrotnie startował w finałach młodzieżowych mistrzostw Polski par klubowych (Ostrów Wielkopolski 1999 – złoty medal, Rybnik 2001 – VII m.). W 2002 r. zdobył we Wrocławiu brązowy medal mistrzostw Polski par klubowych. Był również finalistą turniejów o „Brązowy” (Ostrów Wielkopolski 1998 – IX m.) oraz o „Srebrny Kask” (Grudziądz 1999 – VII m., Toruń 2000 – XIV m.)